# Musée de la ferme d'Árbær
Le musée de la ferme d'Árbær, en islandais Árbæjarsafn, est un musée en plein air d'Islande situé à Reykjavik. Aménagé en 1957 dans l'ancienne ferme abandonnée d'Árbær située à l'époque à l'extérieur de Reykjavik, il présente sous forme de tableaux vivants le mode de vie rural des Islandais à l'époque contemporaine.

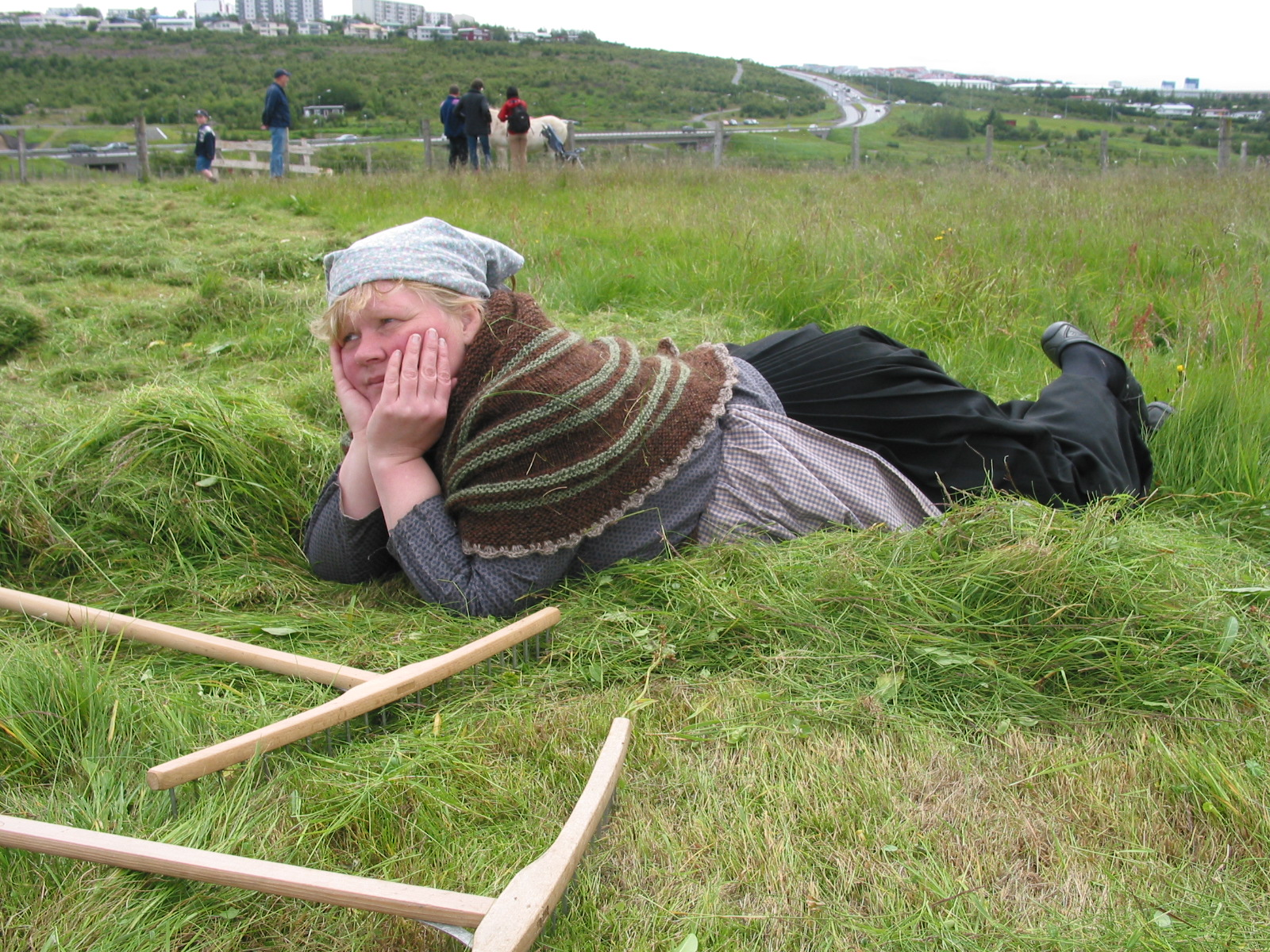
Jeune Islandaise en habits traditionnels lors des travaux des champs.

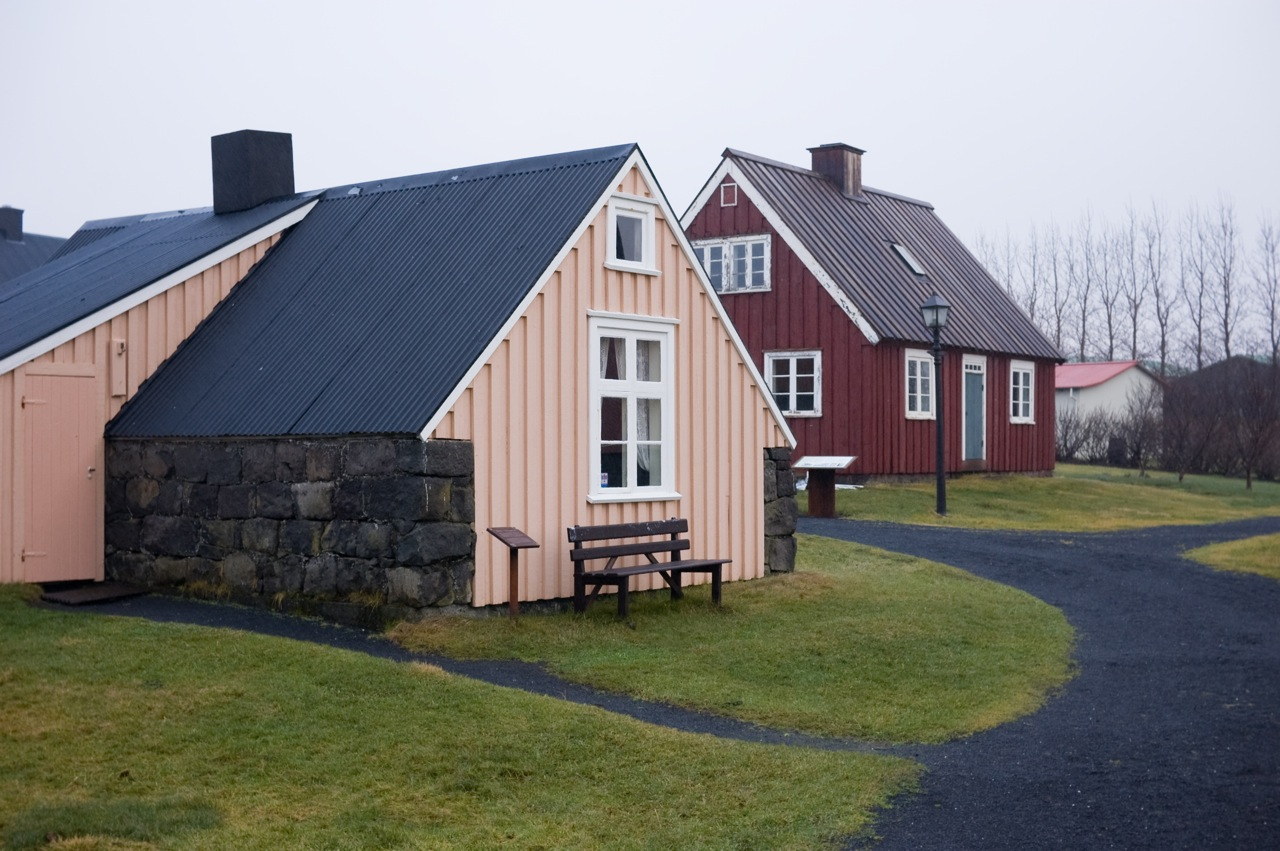
Deux des maisons du musée.

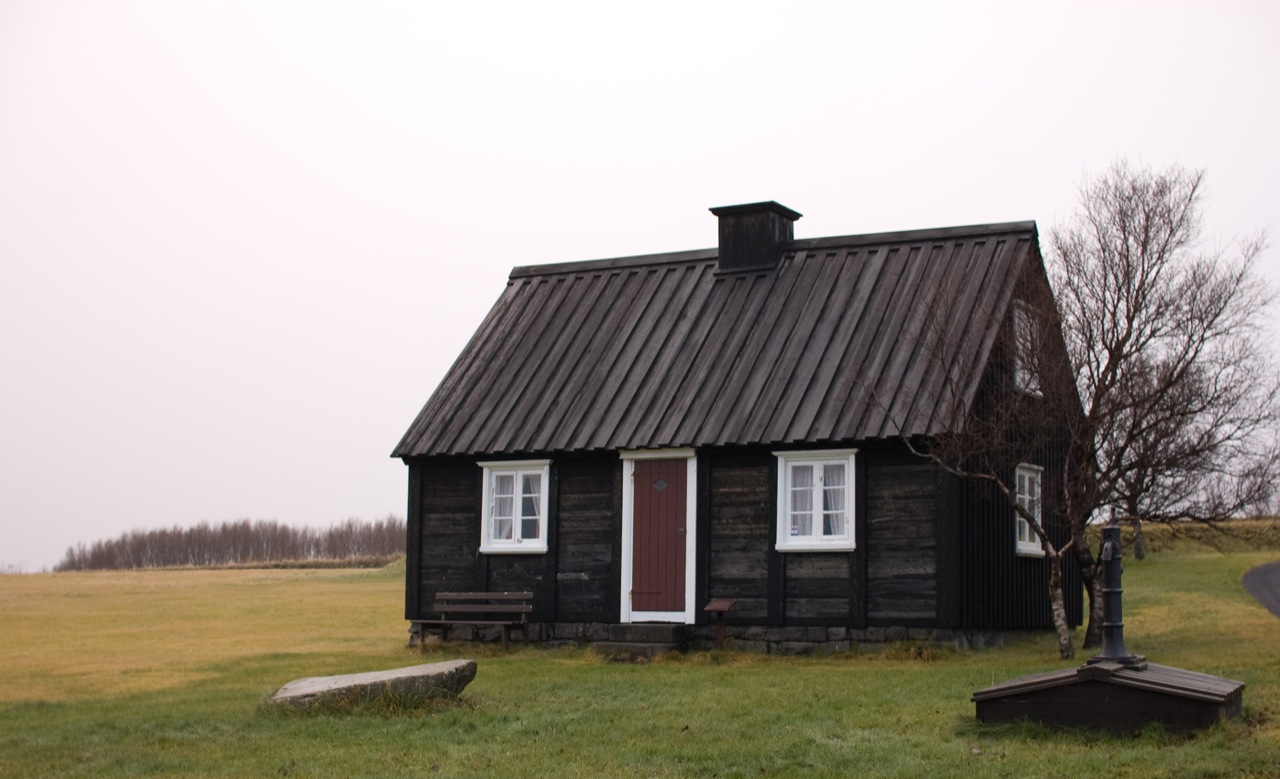
Reconstitution d'une maison islandaise typique.